# Arapoti
Arapoti es un municipio brasilero del estado de Paraná.

## Historia

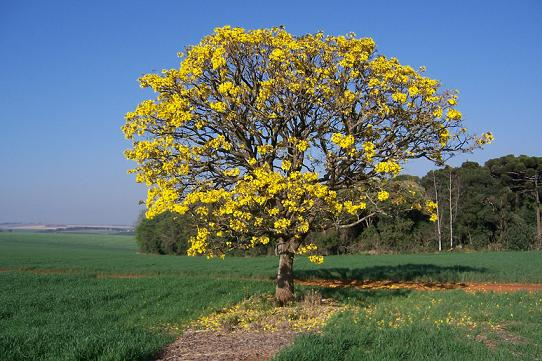
Campos floridos.

Su nombre significa "campos floridos", y tiene sus orígenes en la histórica Hacienda Jaguariaíva del legendario poblado Coronel Luciano Carneiro Lobo, cuyos campos eran ocupados por criaderos de ganado.

## Geografía
Su área es de 1.362,061 km² representando 0.6826 % del estado, 0.2414 % de la región y 0.016 % de todo el territorio brasilero. Se localiza a una latitud 24º09'28" sur y a una longitud 49º99'37" oeste, estando a una altitud de 860 metros. Su población estimada en 2005 era de 25.734 habitantes.

### Demografía
Datos del Censo - 2008
Población Total: 26.884
- Urbana: 22.603
- Rural: 7.397
- Hombres: 15.200
- Mujeres: 14.800

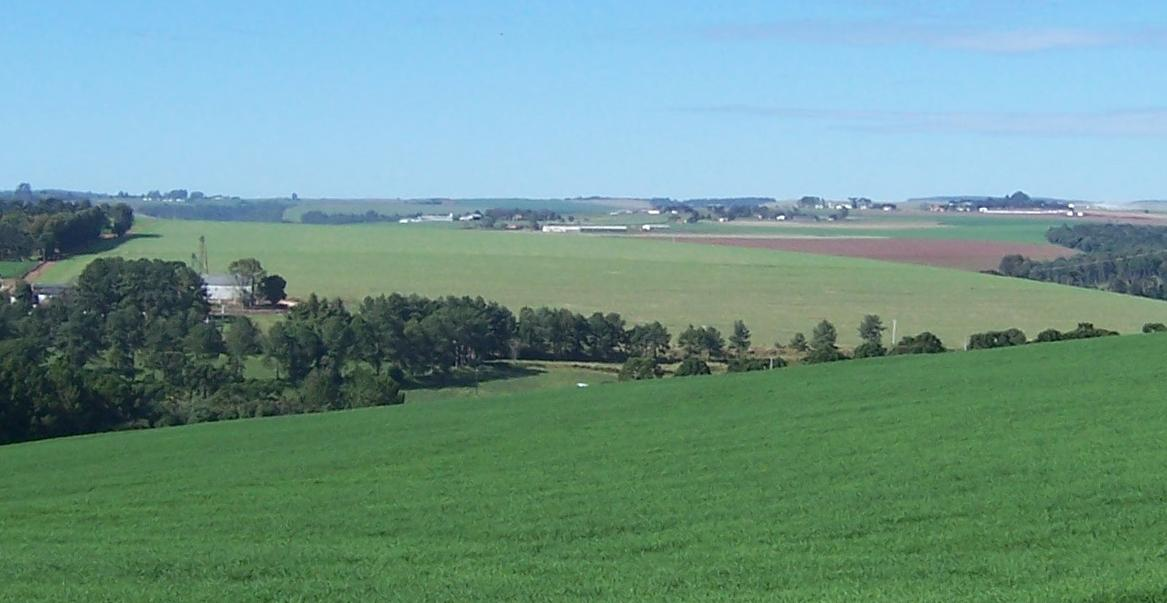
Plantación soja

Densidad demográfica (hab./km²): 18,00
Mortalidad infantil hasta 1 año (por mil): 25,7
Expectativa de vida (años): 71,5 
Tasa de fecundidad (hijos por mujer): 3,89
Tasa de alfabetización: 88,65%
Índice de Desarrollo Humano (IDH-M): 0,761
- IDH-M Salario: 0,741
- IDH-M Longevidad: 0,686
- IDH-M Educación: 0,856

(Fuente: CNM)

## Turismo
Posee un circuito de turismo cultural denominado Línea Verde, donde pueden ser visitados innumerables atractivos como la antigua sede de la hacienda Capão Bonito, Parque Cachoeirinha, Casa de la Cultura en la antigua estación ferroviaria, Feria del Productor, el Moinho Holandés y la Colonia Holandesa.

## Administración
- Prefecto: Luiz Fernando de Masi (2009/2012)
- Viceprefecto: Edson Santos

## Cámara Municipal de Arapoti
La Cámara Municipal de Arapoti está compuesta por nueve concejales.
- Presidente: Ademir Aparecido Moreira (PV) (2009/2010)
- Vicepresidente: Jan Roelof Pot (Potinho) (PSDB)
- 1º Secretario: Silvio Lara (PSDB)
- 2º Secretario: Lorival Aparecido Modesto de Oliveira (Buíka)(PPS)
- Concejales: Juárez Antonio Wollz (PPS), Clara Isabel de los Santos (PV), Lourival de Jesús Penna (Zico) (PMDB), Rosi Rogenski (PSB), Marino Carlos Gouveia (PP).